# (1605) Milankovitch
(1605) Milankovitch ist ein Asteroid des Hauptgürtels, der am 13. April 1936 vom serbischen Astronomen Petar Đurković in Ukkel entdeckt wurde.
Der Asteroid wurde nach dem serbischen Astronomen Milutin Milanković benannt.